# James Willstrop
James Willstrop (* 15. August 1983 in North Walsham) ist ein englischer Squashspieler. Im Jahr 2010 wurde er nach einer Finalniederlage gegen Nick Matthew Vizeweltmeister.

## Leben
James Willstrop ist seit Jahren mit Vanessa Atkinson liiert. Das Paar wurde im November 2013 Eltern eines Sohnes. Sein Bruder Christy Willstrop und sein Stiefbruder David Campion waren beide ebenfalls als Squashspieler aktiv. Sein Vater Malcolm Willstrop war Squashtrainer, unter anderem auch von James Willstrop.

## Karriere
1999 gab Willstrop sein Debüt auf der PSA World Tour, begann seine professionelle Karriere aber erst 2002. Im selben Jahr gewann er den Weltmeistertitel im Juniorenbereich mit einem Finalsieg gegen Peter Barker. Im Jahr 2005 erreichte er erstmals die Top Ten der Weltrangliste. Auf der World Tour gewann er bislang 23 Titel.
Mit der englischen Nationalmannschaft gewann er 2005, 2007 und 2013 die Weltmeisterschaft. 2005 besiegte er in der Finalpartie gegen Ägypten Amr Shabana in vier Sätzen. Zwei Jahre später besiegte er gegen Australien im Finale Stewart Boswell ohne Satzverlust. 2013 entschied er mit einem 3:1-Erfolg gegen Karim Darwish das Finale gegen Ägypten zugunsten der englischen Mannschaft. Darüber hinaus stand er bei den Weltmeisterschaften 2003, 2009, 2011, 2017 und 2019 im englischen Kader.
Bei Europameisterschaften wurde er 2003 erstmals in den englischen Kader berufen. Bis auf 2009, als er verletzt ausfiel, war er bis hin zur letzten Austragung 2022 jedes Jahr Teil der englischen Mannschaft. In dieser Zeit gewann er 14 Mal den Titel. Auch bei den Commonwealth Games gehörte er bereits viermal zum englischen Aufgebot. 2006 schied er im Viertelfinale gegen Nick Matthew aus, auch in der Doppelkonkurrenz kam er nicht über das Viertelfinale hinaus. In der gemischten Konkurrenz gewann er mit Vicky Botwright die Silbermedaille. 2010 gewann er im Einzel eine weitere Silbermedaille. Im Endspiel unterlag er erneut Nick Matthew. Im Doppel schied er wiederum im Viertelfinale aus. Bei den Spielen 2014 gewann er seine dritte Silbermedaille, nachdem er im Finale abermals von Nick Matthew besiegt worden war. Im Doppel gewann er mit Daryl Selby Bronze. 2018 setzte er sich erstmals in der Einzelkonkurrenz durch. Im Endspiel bezwang er Paul Coll in drei Sätzen. Im Doppel gewann er, wie schon 2014, die Bronzemedaille, diesmal an der Seite von Declan James. Bei den World Games gewann er 2005 nach einer Finalniederlage gegen Peter Nicol die Bronzemedaille, 2009 unterlag er im Endspiel Nick Matthew. Mit Declan James wurde Willstrop im April 2022 Weltmeister im Doppel. Im August 2022 erreichte er bei den Commonwealth Games in Birmingham im Doppel mit Declan James das Finale gegen Daryl Selby und Adrian Waller, die sie in drei Sätzen besiegten und damit die Goldmedaille gewannen. Im Einzel hatte Willstrop nach Niederlagen gegen Joel Makin und Saurav Ghosal als Viertplatzierter noch knapp einen Medaillengewinn verpasst.
Zwischen 2003 und 2015 stand James Willstrop insgesamt zwölfmal im Hauptfeld der Weltmeisterschaft. Sein bestes Resultat erzielte er mit dem Finaleinzug 2010. In vier Sätzen unterlag er Nick Matthew. An Europameisterschaften nahm er 2004 das einzige Mal teil. Im Halbfinale unterlag er Grégory Gaultier. Am Ende des Jahres 2011 gelang es Willstrop, drei aufeinanderfolgende Turniere der PSA World Series zu gewinnen. Dadurch gelang ihm erstmals der Sprung an die Spitze der Weltrangliste zum Januar 2012, an der er bis auf Februar das gesamte Jahr rangierte. Im Januar 2013 verlor er den Rang an Ramy Ashour. 2017 wurde er erstmals Europameister im Einzel, nachdem er im Endspiel Grégory Gaultier in fünf Sätzen besiegt hatte. In den Jahren 2007, 2008, 2019 und 2020 wurde er britischer Meister.

## Erfolge
- Vizeweltmeister: 2010
- Weltmeister mit der Mannschaft: 2005, 2007, 2013
- Weltmeister im Doppel: 2022 (mit Declan James)
- Europameister: 2017
- Europameister mit der Mannschaft: 13 Titel (2003–2008, 2010–2014, 2016, 2019, 2022)
- Gewonnene PSA-Titel: 23
- 11 Monate Weltranglistenerster
- Commonwealth Games: 2 × Gold (Einzel 2018, Doppel 2022), 3 × Silber (Einzel 2010 und 2014, Mixed 2006), 2 × Bronze (Doppel 2014 und 2018)
- World Games: 1 × Silber (2009), 1 × Bronze (2005)
- Britischer Meister: 4 Titel (2007, 2008, 2019, 2020)